# Brody King
Nate Blauvelt (nacido el 17 de marzo de 1987) es un músico y luchador profesional estadounidense conocido bajo el nombre de Brody King, quien actualmente trabaja en All Elite Wrestling (AEW).
También ha luchado por Major League Wrestling (MLW), New Japan Pro-Wrestling (NJPW), Pro Wrestling Guerrilla (PWG), Ring of Honor (ROH), National Wrestling Alliance (NWA) y varias promociones independientes. También es el vocalista principal de la banda God's Hate.

## Carrera en la lucha libre profesional

### Primeros años
King fue entrenado por la Academia Santinos Bros en Bell Gardens, California, debutando en 2015. En 2016, King participó en la Copa de los Leones Jóvenes de All Pro Wrestling, ganando el torneo.

### Major League Wrestling (2017-2018)
King hizo su debut en Major League Wrestling (MLW) en su programa Never Say Never el 12 de diciembre de 2017, perdiendo ante Montel Vontavious Porter (MVP). Tres meses después, sería eliminado en la primera ronda del torneo Campeonato Mundial Peso Pesado de la MLW por Shane Strickland. Luego participaría en el combate de 40 hombres, Battle Riot, donde sería eliminado. El 6 de septiembre de 2018, King luchó su primer combate contra PCO en MLW. La lucha se dio lugar a una pelea y una doble descalificación después de unos cinco minutos. Su último combate para MLW fue en la edición de Navidad 2018 de MLW Fusion, un partido grabado de sus grabaciones de noviembre, donde perdió un combate sin descalificación ante el PCO que terminó su feudo.

### Circuito independiente (2018-2019)
En 2018, hizo su debut en Pro Wrestling Guerrilla (PWG) en Neon Knights, perdiendo ante Adam Brooks. En Time Is A Flat Circle derrotó a Douglas James, Eli Everly y Jake Atlas en un Fatal-4-Way Match. Recibió una oportunidad por el Campeonato Mundial de PWG ante WALTER en Tremendous V, que perdió, pero su actuación fue altamente elogiada. Participó en el torneo de la Battle of Los Angeles 2018, donde derrotó a PCO en la primera ronda, pero fue derrotado por Trevor Lee en la segunda ronda. En su siguiente evento perdió a Timothy Thatcher. Brody King luchó al lado de PWG en su show Hand of Doom el 18 de enero de 2019. Derrotó a Jungle Boy, el hijo de Beverly Hills 90210 actor Luke Perry en el evento.
El 31 de agosto de 2018, en el AAW Defining Moment 2018 de All American Wrestling, King ganó el Campeonato Peso Pesado de AAW de ACH. Defendería con éxito el título contra Pentagón Jr. y Eddie Kingston antes de perder el título ante Sami Callihan el 29 de diciembre de 2018.
En abril de 2019, King junto con la PCO, King participó en el torneo de la Crockett Cup. King y PCO derrotaron a Royce Isaacs y Thomas Laitmer en las finales para ganar la copa y el vacante Campeonato Mundial en Parejas de la NWA.

### Ring of Honor (2018-2021)
El 1 de diciembre de 2018, King firmó un acuerdo exclusivo con Ring of Honor. King debutó para ROH en las grabaciones del 15 de diciembre, formando Villain Enterprises con Marty Scurll y PCO.
King y PCO luego continuaron con el Torneo ROH Tag Wars del 2019, y el 15 de marzo, derrotaron a The Briscoe Brothers en una pelea callejera de Las Vegas para ganar el Campeonato Mundial en Parejas de ROH en ROH 17th Anniversary Show. La noche siguiente, King, PCO y Scurll derrotaron a The Kingdom por el Campeonato Mundial en Parejas de Seis-Hombres de ROH durante las grabaciones de Ring of Honor. Esto convirtió a King en un doble campeón en ROH en un lapso de 24 horas.

### New Japan Pro-Wrestling (2019-2021)
Su contrato con ROH le abrió la puerta para hacer su debut con New Japan Pro-Wrestling (NJPW). Su primer partido fue el 30 de enero de 2019 en un duelo de equipo con Scurll contra Killer Elite Squad en el evento New Beginning in USA de NJPW. El 2 de febrero, luchó en el último día de la gira, enfrentándose al Campeón Mundial Televisivo de ROH Jeff Cobb.

### All Elite Wrestling (2022-presente)
El 12 de enero de 2022 en el episodio de Dynamite, King hizo su debut en All Elite Wrestling, alineándose con Malakai Black al atacar a The Varsity Blonds (Brian Pillman Jr. & Griff Garrison) y Penta El Zero Miedo para convertirse en el segundo miembro de The House of Black.

## Otros medios
En música, King es el vocalista principal de la banda God's Hate.
Blauvelt, respaldó a Donald Trump en las Primarias presidenciales del Partido Republicano de 2024.

## Campeonatos y logros
- AAW: Professional Wrestling Redefined
  - AAW Heavyweight Championship (1 vez)

- All Elite Wrestling
  - AEW World Trios Championship (1 vez) – con Malakai Black y Buddy Matthews
  - AEW Royal Rampage

- All Pro Wrestling
  - Young Lions Cup (2016)[16]

- National Wrestling Alliance
  - NWA World Tag Team Championship (1 vez) – con PCO
  - Crockett Cup (2019) - con PCO

- PCW Ultra
  - PCW Tag Team Championship (1 vez) – con Josef & Jacob Fatu

- Pro Wrestling Guerrilla
  - PWG World Tag Team Championship (1 vez, actual) – con Malakai Black

- Ring of Honor
  - ROH World Tag Team Championship (1 vez) – con PCO
  - ROH World Six-Man Tag Team Championship (1 vez) – con Marty Scurll & PCO
  - Tag Wars (2019) – con PCO
  - ROH Year-End Award (1 vez)
    - Faction of the Year (2019) – con Villain Enterprises[17]

- Santino Bros. Wrestling
  - SBW Championship (1 vez)[18]

- SoCal Uncensored
  - Southern California Rookie of the Year (2016)[19]
  - Southern California Wrestler of the Year (2018)[20]

- World Series Wrestling
  - WSW Tag Team Championship (1 vez, actual) – con Marty Scurll[21]